# STAY DREAM (TEARSの曲)
『STAY DREAM』（ステイ・ドリーム）はTEARSの4枚目のシングル。

## 内容
- 唯一のアルバム「ACROSS THE DREAMS」からシングルカットした楽曲及びオートレースのコマーシャルソング。カップリングの「BLOWIN' MY WILL」はメンバー全員で作曲を手がけたバラードである。

## 収録曲
1. STAY DREAM
作詞：葛原豊　作曲：多々納好夫　編曲：加藤貴也
2. BLOWIN' MY WILL
作詞:葛原豊　作曲：TEARS　編曲：加藤貴也
3. STAY DREAM(inst.)

## 参加ミュージシャン
- 鈴木康志 - アコースティックギター